# اکسیفن سیکلیمین

اکسیفن سیکلیمین (انگلیسی: Oxyphencyclimine) نوعی آنتاگونیست گیرنده موسکارینی بوده و به طور خوراکی برای درمان زخم معده و اسپاسم های گوارشی تجویز میشود.